# Kaiserstraße 132 (Mönchengladbach)

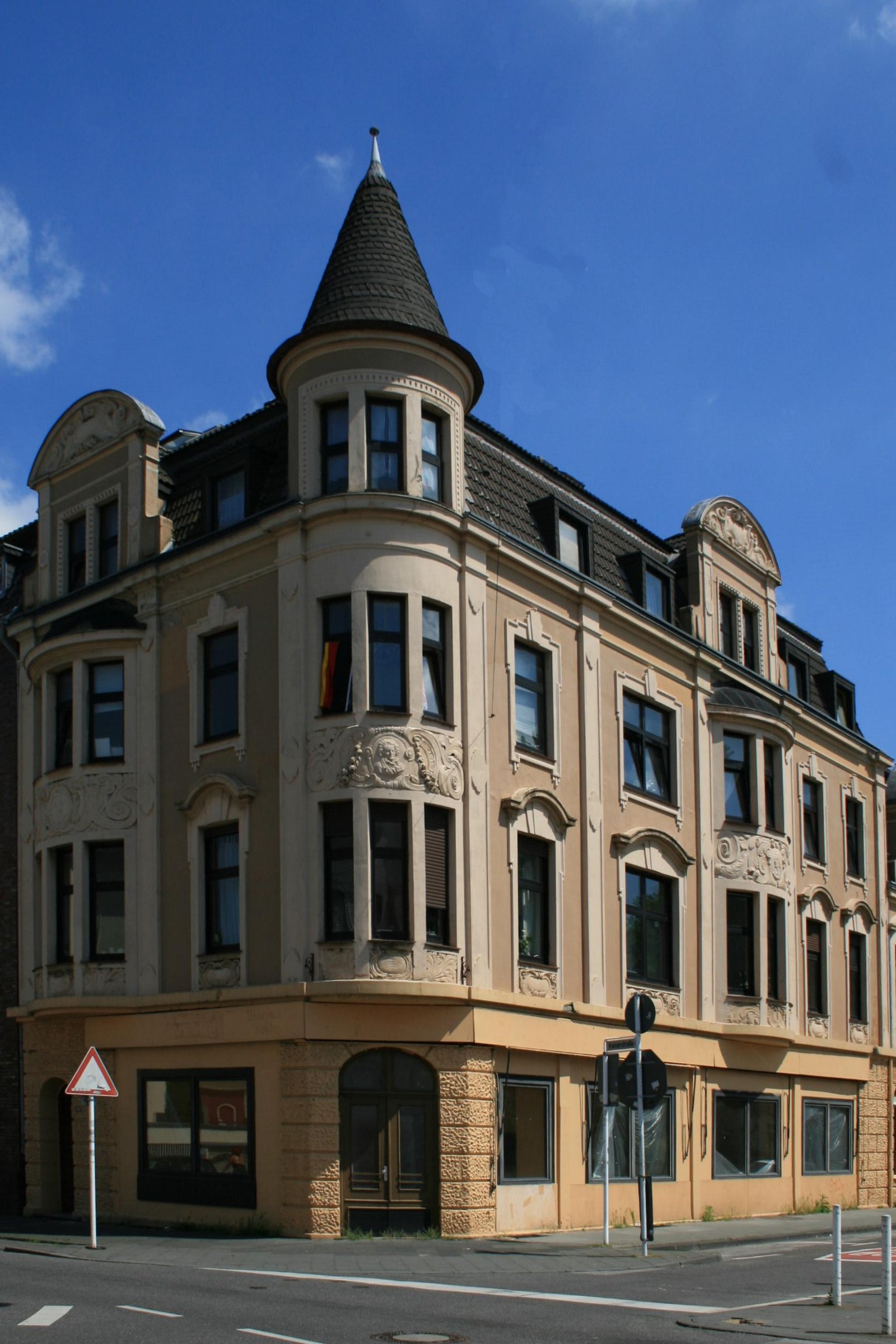
Wohngeschäftshaus (2010)

Das Wohn-/Geschäftshaus Kaiserstraße 132 steht in Mönchengladbach (Nordrhein-Westfalen).
Das Gebäude wurde um die Jahrhundertwende erbaut. Es wurde unter Nr. K 010  am 4. Dezember 1984 in die Denkmalliste der Stadt Mönchengladbach eingetragen.

## Architektur
Das dreigeschossige Wohngeschäftshaus mit ausgebautem Mansarddach wurde um die Jahrhundertwende erbaut.